# Салинс
Салинс (на английски: Sallins; на ирландски: Na Solláin) е село в централната източна част на Република Ирландия. Намира се в графство Килдеър на провинция Ленстър на около 30 km западно от столицата Дъблин и на 3,5 km северно от административния център на графството град Нейс.
Разположено е около водоема Гранд Канал. Има жп гара от 4 август 1846 г.
Салинс е второто по големина село в Република Ирландия след Лъск. Населението му е 3806 жители от преброяването през 2006 г.